# Ukkon-pohár
Az Ukkon-pohár a vevő és az eladó közötti fogyasztási adó jellegű áldomás volt, amelyet természetben (borban), vagy értékének megfelelő pénzben fizettek ki. Voltak magyar városok, ahol Ukkon poharát kötőpohárnak nevezték. A 17. században az Ukkon pohara kifejezés helyett Szent Miklós poharának is hívták az áldomást. Az Ukkon pohár felmutatása Hegyalján, Gömör és Torna vármegyékben volt szokásban. 
A pohár elnevezése (Ukkon) egy feltevés szerint a finn-ugor mitológiába nyúlik vissza. Uku (vagy finn Ukko) a föld Istene. Eszerint ebből a mitológiai körből származott volna Magyarországra az Ukku-pohár, melyből föld, különösen szőlővásárlás idején kellett inni, mintegy a vétel megpecsételésének jeléül. Szinte kötelező szokás volt a borból a földre önteni, Ukku isten tiszteletére. Ez a szokás nem csak a fent említett vármegyékben volt szokásban, hanem az Ormánságban is, ahol kitüntető helye volt a falmélyedésben a parasztházakban[forrás?] az Ukku pohárnak, amit csak föld vásárlása idején „használtak” Innen jön állítólag az „Isten, Isten” áldomásmondás, a pohár felemelésével és a bor egy részének a földre öntésével egyidejűleg.